# Merlin Entertainments Group

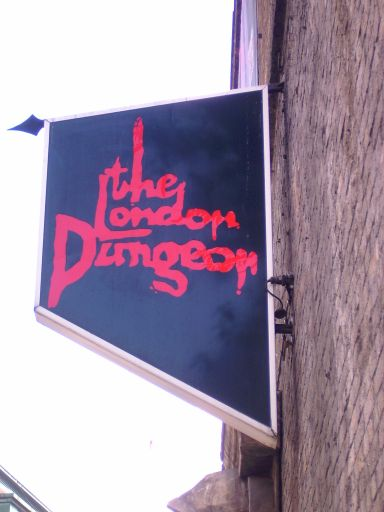
London Dungeon

Die Merlin Entertainments Group ist ein britischer Betreiber von über 120 Freizeiteinrichtungen, die jährlich von etwa 62 Millionen Besuchern besucht werden. Damit ist Merlin der drittgrößte Betreiber von Freizeitparks weltweit. Insgesamt beschäftigt Merlin 26.000 Mitarbeiter in 23 Ländern.

## Geschichte
In den frühen 1990ern gründete die britische Gesellschaft Vardon aus den gerade gekauften Freizeitattraktionen London Dungeon, York Dungeon und dem Sea Life in Oban die Tochtergesellschaft Vardon Attractions. Als sich Vardon 1998 wieder auf andere Geschäftsbereiche konzentrierte, wurden die Attraktionen zum Verkauf angeboten. Darauf kam es im Januar 1999 zu einem von Apax Partners und der Bank of Scotland gestützten Management-Buy-out für 47 Millionen Pfund Sterling, die neue Gruppe firmierte fortan unter dem Namen Merlin Entertainments Group.
Ein Jahr später wurden die Dungeons in Hamburg und Edinburgh eröffnet. 2004 gab es einen zweiten Buy-Out, der durch die Private-Equity-Gesellschaft Hermes finanziert wurde.
Im Mai 2005 wurde Merlin von der US-amerikanischen Blackstone Group für 102 Millionen Pfund Sterling übernommen. Blackstone vergrößerte die Gruppe durch die Zukäufe der Legoland-Freizeitparks (August 2005), des Gardalands (Oktober 2006, 550 Millionen Euro) und der Tussauds Group (März 2007, 1,5 Milliarden Euro), zu letzterer gehörte unter anderem seit 2001 der Heide-Park Soltau. Damit wuchs Merlin innerhalb weniger Jahre zum zweitgrößten Betreiber von Freizeitattraktionen hinter Disney (an Besucherzahlen gemessen). Bei der Übernahme der Tussauds Group gingen 20 % von Merlin an Dubai International Capital, den vorherigen Besitzer von Tussauds.
Im Juli 2007 verkaufte Merlin Teile der ehemaligen Tussauds-Gruppe für 622 Millionen Pfund an die Investment-Gesellschaft Prestbury, um den Kauf von Tussauds zu finanzieren und das Investitionsprogramm zu sichern. Im Gegenzug mietete Merlin die verkauften Objekte auf 35 Jahre zurück, um sie weiterhin zu bewirtschaften.
Im April 2008 eröffnete in Duisburg ein zweites Legoland Discovery Centre, ein drittes folgte im August 2008 in Chicago. 2008 wurde The London Aquarium erworben und als Sea Life London Aquarium eröffnet. Im Jahr 2009 wurden in New Jersey das Riesenrad The Pepsi Globe Observation Wheel, ein zweites Legoland Discovery Centre in den USA und Madame Tussauds in Hollywood eröffnet. 2015 betrieb Merlin insgesamt 19 Madame Tussauds, das London Eye, das Sydney Tower Eye, Images of Singapore, den Blackpool Tower, den Weymouth Tower, 9 Dungeons, 11 Legoland Discovery Centres, 47 Sea-Life-Aquarien, 6 Legoland Parks, das Gardaland, das Alton Towers Resort, den Thorpe Park, Chessington World of Adventures, das Heide Park Resort und das Warwick Castle.
2015 eröffnete in Orlando, Florida ein Komplex mit dem „Cola Cola Orlando Eye“ (Riesenrad), Madame Tussauds, einem „Sea Life“-Aquarium und weitere Attraktionen.
Im Juni 2019 unterbreitete die Stiftung Kirkbi, Hauptaktionär von Lego, mit Unterstützung des US-Investmentfonds Blackstone und des kanadischen Pensionsfonds CPPIB ein Übernahmeangebot von umgerechnet 5,6 Milliarden Euro für Merlin Entertainments. Diese Übernahme wurde im November 2019 abgeschlossen, wodurch Merlin Entertainments von der Börse genommen wurde und wieder in Privatbesitz überging.
Im Jahr 2023 eröffnete Merlin den ersten Legoland Park in Südkorea, den Legoland Korea Resort in Chuncheon, sowie weitere Attraktionen wie das Peppa Pig Theme Park in Florida. Zudem wurde 2024 ein neues Legoland Discovery Centre in Brüssel, Belgien, eröffnet. Merlin setzte seinen Expansionskurs fort und investierte in digitale Erlebnisse, darunter Virtual-Reality-Attraktionen in bestehenden Parks.
Merlin Entertainments prüft Berichten zufolge den Verkauf einiger seiner Sea-Life-Aquarien, wie das Branchenportal Blooloop im April 2025 meldete. Die Entscheidung steht im Kontext einer strategischen Überprüfung des Unternehmens, das sich auf den Betrieb von Freizeitparks und Attraktionen spezialisiert hat.
Merlin Entertainments prüft Berichten zufolge den Verkauf einiger seiner Aquarien in Großbritannien und international, wobei Standorte wie London, Birmingham und Manchester nicht betroffen sind. Das Unternehmen hat die Investmentbank Rothschild beauftragt, diesen Schritt zu untersuchen, um Investitionen in größere Attraktionen wie Legoland-Parks und Themenparks zu priorisieren.

## Aktuelle Standorte

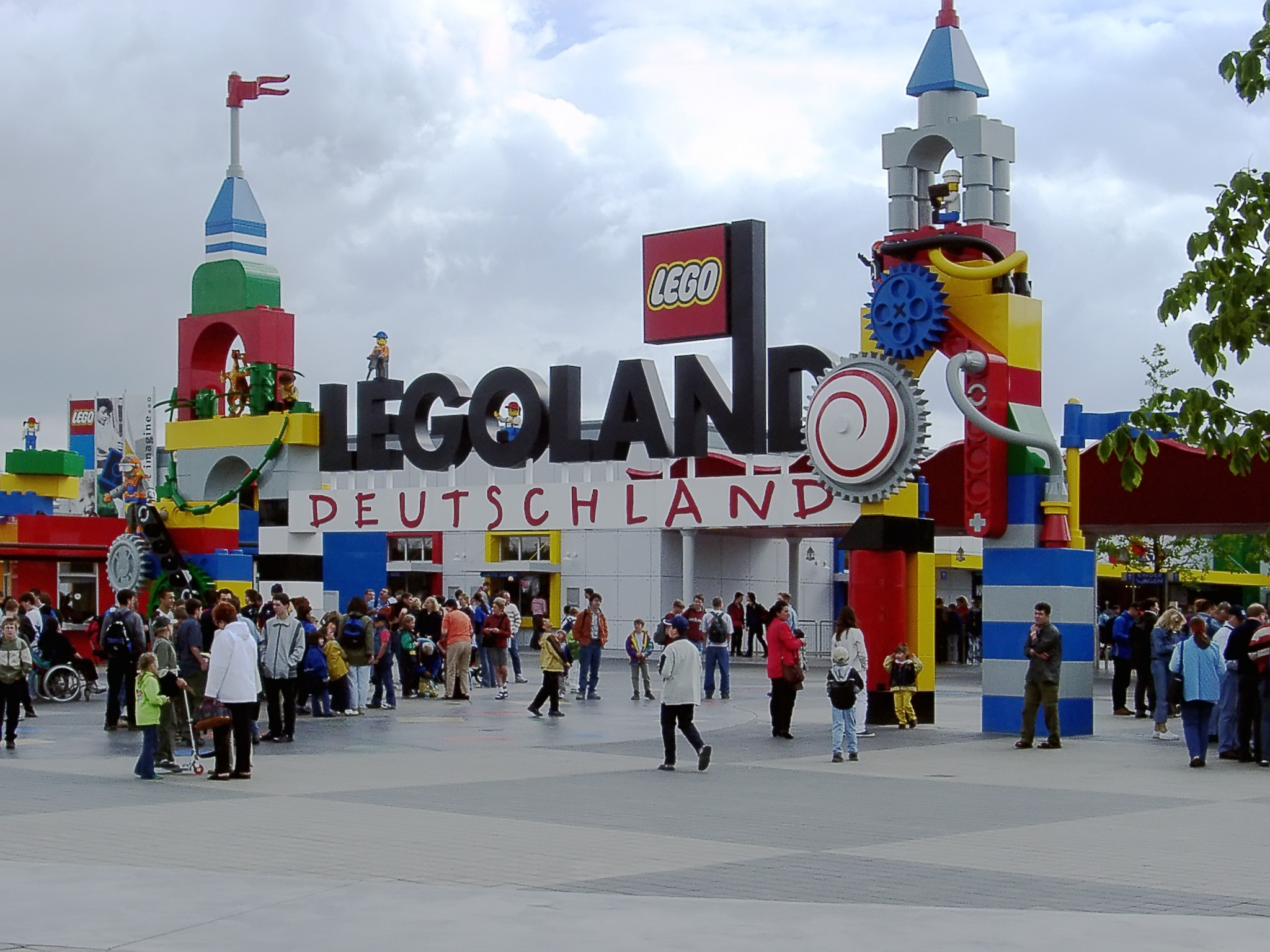
Eingang zum Legoland Deutschland

### Legoland Parks
Die Legoland Parks richten sich an Familien mit Kindern von drei bis zwölf Jahren. Die Freizeitparks sind nach den Klemmbausteinen von Lego thematisiert. Die Resorts bieten den Gästen auch thematisierte Unterkünfte an.
| Freizeitpark                  | Übernachtungsmöglichkeiten                                                    | Standort                                       | Eröffnung          |
| ----------------------------- | ----------------------------------------------------------------------------- | ---------------------------------------------- | ------------------ |
| Legoland Billund Resort       | Hotel Legoland, Legoland Castle Hotel, Legoland Holiday Village               | Billund, Dänemark                              | 07. Juni 1968      |
| Legoland California Resort    | Legoland Hotel, Legoland Castle Hotel                                         | Carlsbad, Kalifornien, USA                     | 20. März 1999      |
| Legoland Deutschland Resort   | Hotelburgen, Pirateninsel Hotel, Ferienhäuser, Camping-Fässern, Camping-Platz | Günzburg, Deutschland                          | 17. Mai 2002       |
| Legoland Dubai Resort         | Legoland Hotel                                                                | Jebel Ali, Dubai, Vereinigte Arabische Emirate | 31. Oktober 2016   |
| Legoland Florida Resort       | Pirateninsel Hotel, Legoland Hotel, Beach Retreat                             | Winter Haven, Florida, USA                     | 15. Oktober 2011   |
| Legoland Japan Resort         | Legoland Japan Hotel                                                          | Nagoya, Japan                                  | 01. April 2017     |
| Legoland Korea Resort         | Legoland Hotel                                                                | Chuncheon, Südkorea                            | 05. Mai 2022       |
| Legoland Malaysia Resort      | Legoland Hotel                                                                | Iskandar Puteri, Johor, Malaysia               | 15. September 2012 |
| Legoland New York Resort      | Legoland Hotel                                                                | Goshen, New York, USA                          | 29. Mai 2021       |
| Legoland Shanghai Resort      |                                                                               | Shanghai, China                                | 5. Juli 2025       |
| Legoland Water Park Gardaland |                                                                               | Castelnuovo del Garda, Italien                 | 15. Juni 2021      |
| Legoland Windsor Resort       | Legoland Resort Hotel, Legoland Castle Hotel                                  | Windsor, Berkshire, Vereinigtes Königreich     | 17. März 1996      |

### Resort Theme Parks

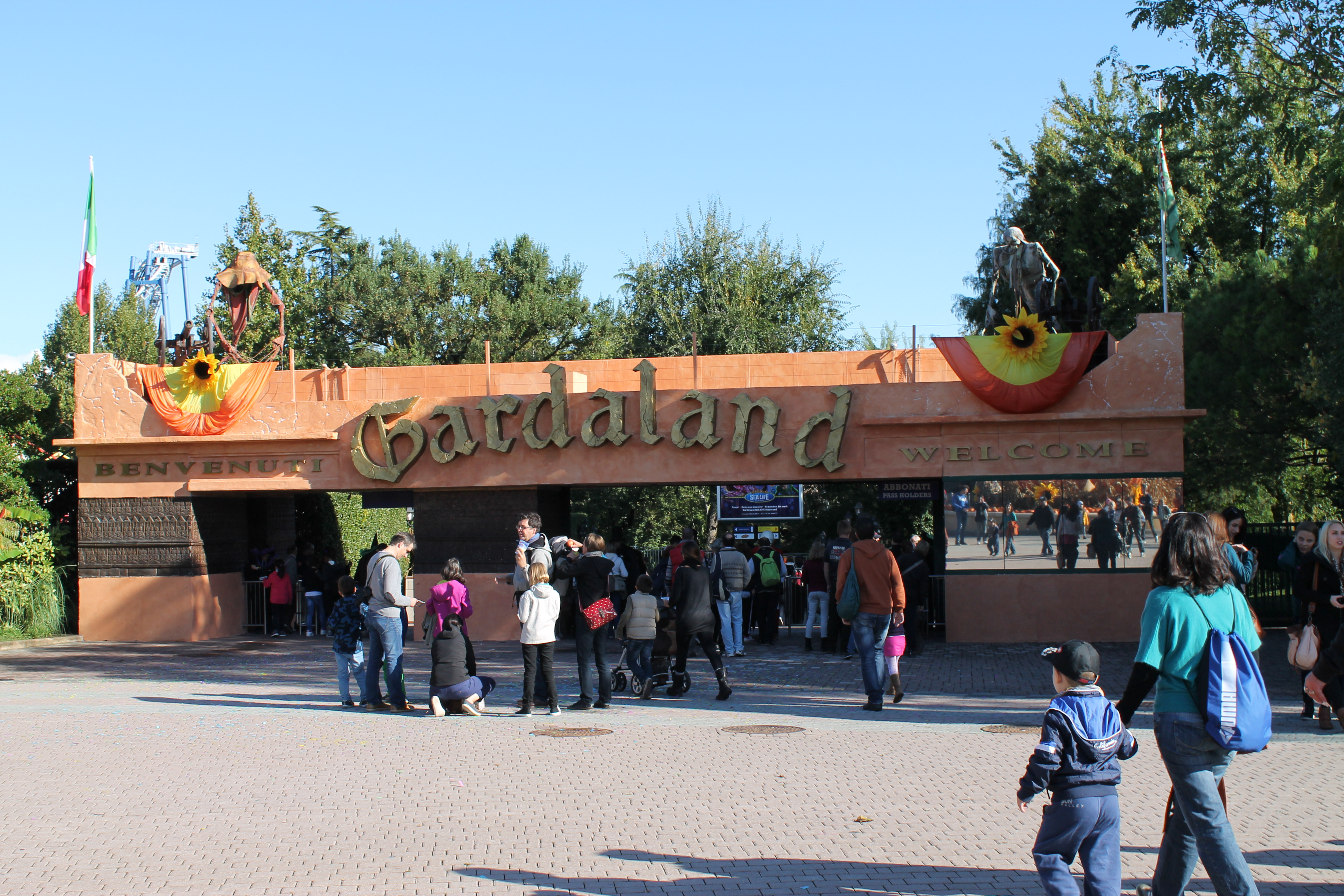
Eingangsbereich des Gardalands

Die Resort-Themenparks von Merlin Entertainments sind nationale Marken, die sich an Familien, Jugendliche und junge Erwachsene richten und an allen Standorten themenbezogene Unterkünfte anbieten.
| Freizeitpark                           | Übernachtungsmöglichkeiten                                                                        | Standort                                      | Eröffnung                       |
| -------------------------------------- | ------------------------------------------------------------------------------------------------- | --------------------------------------------- | ------------------------------- |
| Alton Towers Resort                    | Alton Towers Hotel, Splash Landings Hotel Enchanted Village, CBeebies Land Hotel, Stargazing Pods | Alton, Stoke-on-Trent, Vereinigtes Königreich | 04. April 1980 (als Themenpark) |
| Chessington World of Adventures Resort | Azteca & Safari Resort Hotels, Glamping                                                           | Chessington, Vereinigtes Königreich           | 07. Juli 1987 (als Themenpark)  |
| Gardaland Resort                       | Gardaland Hotel, Gardaland Adventure Hotel, Gardaland Magic Hotel                                 | Castelnuovo del Garda, Italien                | 19. Juli 1975                   |
| Heide Park Resort                      | Abenteuerhotel, Holiday Camp, Bulli Camp                                                          | Soltau, Deutschland                           | 19. August 1978                 |
| Thorpe Park Resort                     | Shark Cabins                                                                                      | Chertsey, Vereinigtes Königreich              | 24. Mai 1979                    |

### Peppa Pig Parks
| Freizeitpark                           | Standort                         | Eröffnung        |
| -------------------------------------- | -------------------------------- | ---------------- |
| Peppa Pig Theme Park Florida           | Winter Haven, Florida, USA       | 24. Februar 2022 |
| Peppa Pig Theme Park Dallas-Fort Worth | North-Richland Hills, Texas, USA | 1. März 2025     |
| Peppa Pig Park Günzburg                | Günzburg, Deutschland            | 19. Mai 2024     |

### Gateway Attractions

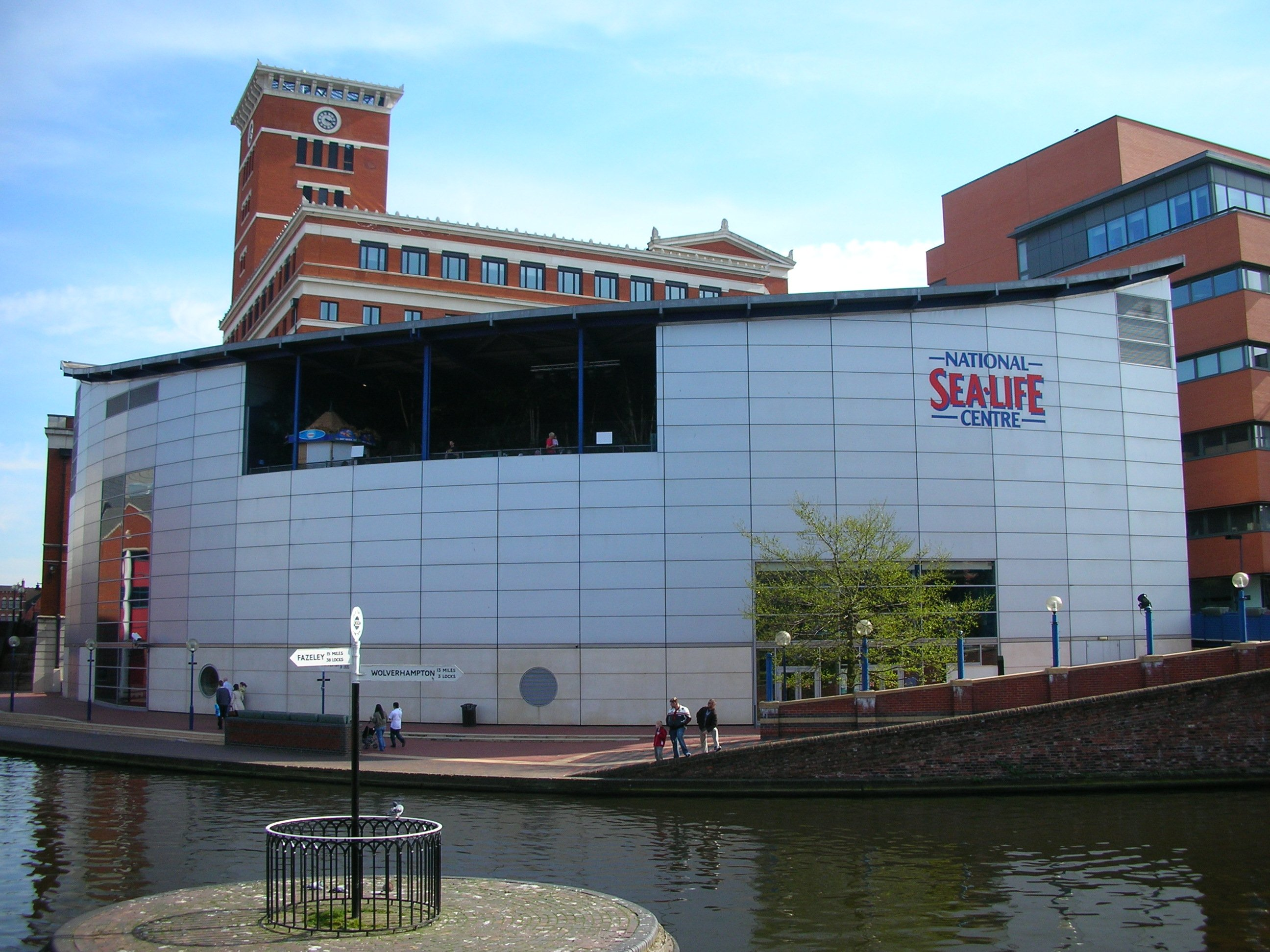
Sea Life Centre in Birmingham

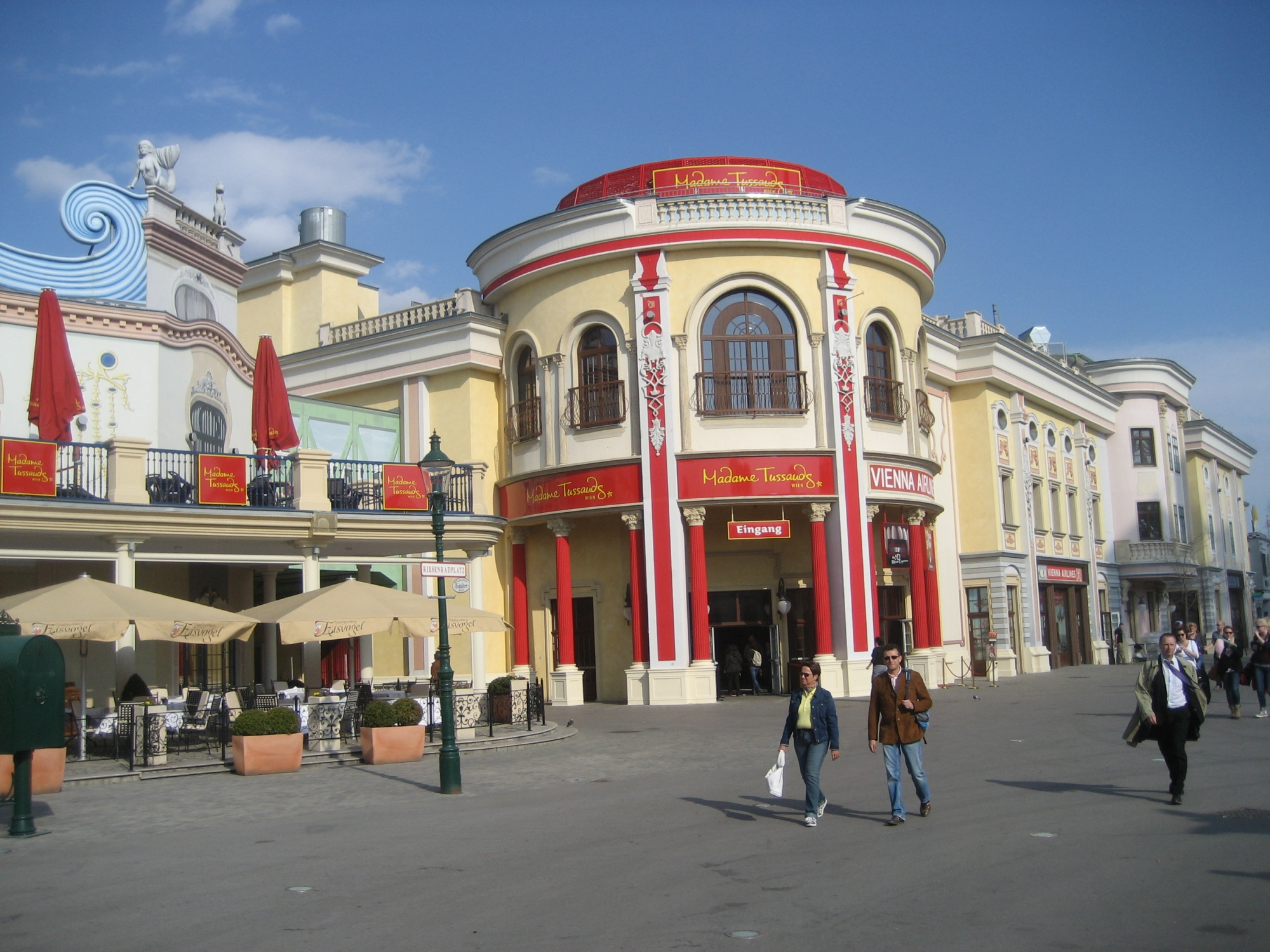
Madame Tussauds in Wien

Die Gateway-Attraktionen sind markengeschützte, meistens im Innenraum gelegene Attraktionen, in denen sich Gäste bis zu zwei Stunden aufhalten. Die Attraktionen befinden sich in Stadtzentren, Einkaufszentren oder in den Themenpark-Resorts.
| Marke                                             | Standorte | Eröffnung | Übernahme                                                                   |
| ------------------------------------------------- | --- | --- | --------------------------------------------------------------------------- |
| Blackpool Tower Circus                            | Blackpool | 1894 | 2011                                                                        |
| Cadbury World                                     | Birmingham | 1990 | 2023                                                                        |
| DreamWorks Tours: Shrek's Adventure!              | London | 2015 | –                                                                           |
| Eye                                               | Blackpool London Sydney Orlando (Florida) | 2011 2007 2011 2024 | –                                                                           |
| Fly Treetop Adventures                            | New South Wales Victoria | 2008 2003 | 2011                                                                        |
| Gruffao & Friends Clubhouse                       | Blackpool | |                                                                             |
| Legoland Discovery Centre / Lego Discovery Center | Melbourne Brüssel Peking Shanghai Shenyang Berlin Oberhausen Hongkong Osaka Tokio Scheveningen Toronto Atlanta Auburn Hills Boston Chicago Columbus (Ohio) Dallas Fort Worth East Rutherford Kansas City Philadelphia Tempe (Arizona) San Antonio San José Washington, D.C. Yonkers Birmingham Manchester | 2017 2022 2019 2016 2019 2007 2021 2015 2012 2021 2013 2012 2015 2014 2008 2018 2011 2021 2012 2017 2016 2019 2021 2023 2013 2018 2010                                                                                 | –                                                                           |
| Madame Tussauds                                   | Sydney Peking Chongqing Shanghai Wuhan Berlin Hongkong Delhi Tokio Amsterdam Wien Singapur Bangkok Prag Budapest Dubai Hollywood Las Vegas Nashville New York City Orlando London Blackpool | 2012 2014 2016 2006 2013 2008 2000 2022 2013 1970 2011 2014 2010 2019 2023 2025 2021 2009 1999 2017 2000 2015 1835 2011                                                                                                |                                                                             |
| Peppa Pig World of Play                           | Shanghai Leidschendam Auburn Hills Grapevine Chicago | 2018 2022 2019 2020 | –                                                                           |
| Peter Rabbit: Explore and Play                    | Blackpool | 2022 |                                                                             |
| Sea Life                                          | Melbourne Mooloolaba Sydney Blankenberge Shanghai Billund Hannover Konstanz München Oberhausen Speyer Timmendorfer Strand Paris Helsinki Castelnuovo del Garda Nagoya Iskandar Puteri Auckland Scheveningen Porto Benalmádena Busan Bangkok Auburn Hills Bloomington Carlsbad Concord East Rutherford Grapevine Kansas City Orlando Tempe (Arizona) San Antonio Winter Haven Birmingham Blackpool Brighton Great Yarmouth Gweek Hunstanton Manchester London Scarborough Weymouth (Dorset) Loch Lomond | 2000 1989 1988 1995 2018 2019 2000 1998 2006 2004 1999 2001 2002 2008 2018 1985 1993 2009 1995 2001 2005 2015 1996 2008 2014 2020 2011 2012 2015 2010 2023 2025 1996 1990 1872 1989 1975 1989 2013 1997 1991 1983 1998 | – 2013 2011 1998 – 1998 – 2011 1998 – 1998 – 2010 – 2011 – 1998 – 2008 1998 |
| Shrek's Adventure                                 | London | 2015 | –                                                                           |
| The Dungeons                                      | Berlin Hamburg Amsterdam Blackpool Edinburgh London Warwick Castle York | 2013 2003 2005 2011 2000 1974 2011 1986 | – 1998 – 1998                                                               |
| Warwick Castle                                    | Warwick Castle | 1978 | 2007                                                                        |
| Wild Life Sidney Zoo                              | Sydney | 2006 | 2011                                                                        |

Weiterhin gibt es ein Sea Life-Centre im Legoland Deutschland, Chessington World of Adventures, Gardaland und in Alton Towers (Sharkbait Reef by Sea Life). Diese sind aber im Ticketpreis der Freizeitparks inkludiert und zählen nicht als eigene Midway-Attraktionen. Ebenfalls gibt es einen kleinen Peppa-Pig-Themenbereich sowie einen Legoland-Aquapark und ein Sea-Life-Centre im Gardaland.

## Geplante Standorte
| Marke                 | Standorte               | Eröffnung           |
| --------------------- | ----------------------- | ------------------- |
| Legoland              | Shenzhen Sichuan Peking | 2026 2025 unbekannt |
| Lego Discovery Centre | Hamburg                 | 2025                |

## Ehemalige Standorte
| Marke                              | Standorte | Eröffnung                                                   | Übernahme     | Aufgabe                                                               |
| ---------------------------------- | --- | ----------------------------------------------------------- | ------------- | --------------------------------------------------------------------- |
| The Bear Grylls Adventure          | Birmingham | 2018                                                        | –             | 2024                                                                  |
| Earth Explorer                     | Ostende | 2004                                                        | –             | 2013                                                                  |
| Falls Creek Ski Resort             | Victoria | 1946                                                        | 2011          | 2019                                                                  |
| Hotham Alpine Resort               | Mount Hotham | 1925                                                        | 2011          | 2019                                                                  |
| Little Big City                    | Berlin Peking | 2017 2018                                                   | –             | 2024                                                                  |
| Legoland Discovery Centre          | Duisburg Istanbul Mount Hotham                                                                                                   | 2007 2015 2018                                              | –             | 2012 2025 2018                                                        |
| London Planetarium                 | London | 1958                                                        | 2007          | 2010                                                                  |
| Madame Tussauds                    | Delhi Istanbul San Francisco Washington, D.C.                                                                                    | 2017 2016 2014 2007                                         | –             | 2020 2025 2024 2020                                                   |
| The Dungeon                        | San Francisco Shanghai Alton Towers                                                                                              | 2014 2018 2019                                              | –             | 2022 2024                                                             |
| Sea Life                           | Berlin Cuxhaven Dortmund Dresden Königswinter Nürnberg Istanbul Hastings Rhyl St Andrews Weston-super-Mare Bray Jesolo Chongqing | 2004 2008 2002 2004 2005 2014 1989 1992 1995 1998 2011 2017 | – 1999 1998 – | 2024 2008 2004 2008 2022 2007 2025 2011 2001 1999 2001 2023 2022 2020 |
| Sea Life Abenteuer Park Oberhausen | Oberhausen | 1996                                                        | 2011          | 2016                                                                  |
| Sea Life Sanctuary                 | Oban Manly | 1979 1965                                                   | 1999 2010     | 2018                                                                  |

## Nicht realisierte Standorte
| Marke            | Standorte | Bemerkung |
| ---------------- | --------- | --- |
| Sea Life         | Rom       | Das Sea Life Rom wurde nie eröffnet, weil finanzielle Probleme, rechtliche Streitigkeiten und neue Bauvorschriften den Fortschritt über Jahre hinweg verhinderten.                                                             |
| Legoland Belgien | Charleroi | Legoland Belgien wurde in Charleroi geplant, um die Region wirtschaftlich zu stärken, doch Merlin Entertainments brach das Projekt 2023 ab, um sich auf bestehende Parks und andere Bauprojekte wie in China zu konzentrieren. |

## Kritik
Die Merlin Entertainments Group und andere Betreiber wurden 2013 für die Zahlung geringer Stundenlöhne kritisiert.